# Web Standards Project
Web Standards Project (kurz: WaSP) war eine Gruppe von professionellen Webseiten-Entwicklern, die eine breite Unterstützung der Standards des World Wide Web Consortiums im World Wide Web verfolgten. Gegründet durch George Olsen, Glenn Davis und Jeffrey Zeldman im Jahr 1998 war das Ziel der Entwickler, führende Browserhersteller wie etwa Microsoft mit dem Internet Explorer davon zu überzeugen, die definierten Standards, darunter auch HTML, Cascading Stylesheets und ECMAScript, einzuhalten. Nachdem die Unterstützung der Standards seitens der Hersteller immer weiter befolgt wurde, versteht sich die Organisation heute als bildende und lehrende Organisation. Ein bekanntes Projekt ist die Acid-Testreihe für Webbrowser.
Am 1. März 2013 verkündete das Web Standards Project seine Auflösung.

## Task Forces
Die Organisation verfolgt verschiedene Einzelprojekte, die sich aufbauend auf der Grundidee spezialisiert an einzelne Bereiche orientieren und Task Forces genannt werden. Dazu gehören etwa:
Adobe Task Force
Ursprünglich Dreamweaver Task Force genannt, verfolgt das Team die Unterstützung der Webstandards aller Adobe-Projekte
Education Task Force
Versteht sich als Lehr-Team für weiterbildende Schulen
Microsoft Task Force
Speziell zusammengestelltes Team, ausgerichtet auf Microsoft-Software, etwa dem Internet Explorer
Accessibility Task Force
Task Force für die Verfolgung zur Unterstützung der Barrierefreiheit
The Street Team
Dieser Bereich organisiert Veranstaltungen, die die Ziele für die Einhaltung der Internetstandards vermitteln
DOM Scripting Task Force
Das Team dieser Task Force beschäftigte sich vor allem um die Standardisierung einer clientseitigen Skriptsprache. Das Projekt wurde 2008 eingestellt.